# Bette Davis Eyes (Kim Carnes)
Bette Davis Eyes è un singolo di Kim Carnes del 1981, basato sull'omonimo brano interpretato da Jackie DeShannon.

## Descrizione
Secondo il produttore Val Garay, la demo della canzone sembrava una "canzone di Leon Russell, forse per quell'inciso di tastiera a tempo di polka."
Il tastierista Bill Cuomo riscrisse per Kim Carnes la partitura, inserendo un nuovo riff ottenuto grazie all'uso di sintetizzatori, cosicché il brano poté essere inciso, sia pure all'interno di uno studio di registrazione, in maniera live, ovvero in un'unica registrazione in continuo.
La stessa Bette Davis, l'attrice menzionata nel titolo e nel testo della canzone, ammise di essere un'ammiratrice di questa canzone e volle conoscere personalmente Kim Carnes e i cantautori che crearono la canzone o che lavorarono attorno ad essa, per ringraziarli di averla resa "parte dei tempi moderni".

## Video musicale
Il video musicale girato per il lancio della canzone fu diretto da Russell Mulcahy.

## Tracce
1. Bette Davis Eyes – 3:45
2. Miss You Tonite – 5:11

## Successo commerciale
Il brano rimase nove settimane in vetta alla Billboard Hot 100, sia pure non consecutive (l'interruzione di una settimana fu dovuta alla canzone Stars on 45 Medley), garantendo un successo all'album che lo conteneva, Mistaken Identity. Il singolo risultò il più venduto negli Stati Uniti nel 1981, e il secondo nella decade anni ottanta dopo Physical di Olivia Newton-John. Raggiunse la vetta delle classifiche anche in altri ventuno paesi, fra cui Germania, Australia, Svizzera, Norvegia, Francia e Italia, dove interruppe il lungo dominio di Nikka Costa con (Out Here) On My Own. Ebbe solo un successo relativo nelle classifiche del Regno Unito (Official Singles Chart), piazzandosi in decima posizione. Nel 1982 vinse il Grammy Award come miglior canzone e miglior disco dell'anno.
Bette Davis Eyes raggiunse la dodicesima posizione nella classifica Billboard's All Time Top 100.

## Classifiche

### Classifiche settimanali
| Classifica (1981)             | Posizione massima |
| ----------------------------- | ----------------- |
| Australia                     | 1                 |
| Austria                       | 2                 |
| Belgio (Fiandre)              | 5                 |
| Canada                        | 2                 |
| Danimarca                     | 14                |
| Finlandia                     | 1                 |
| Francia                       | 1                 |
| Germania                      | 1                 |
| Irlanda                       | 5                 |
| Italia                        | 1                 |
| Norvegia                      | 1                 |
| Nuova Zelanda                 | 2                 |
| Paesi Bassi                   | 17                |
| Regno Unito                   | 10                |
| Spagna                        | 1                 |
| Stati Uniti                   | 1                 |
| Stati Uniti (mainstream rock) | 5                 |
| Sudafrica                     | 1                 |
| Svezia                        | 4                 |
| Svizzera                      | 1                 |

### Classifiche di fine anno
| Classifica (1981) | Posizione |
| ----------------- | --------- |
| Australia         | 6         |
| Austria           | 16        |
| Belgio (Fiandre)  | 37        |
| Canada            | 2         |
| Francia           | 4         |
| Germania          | 10        |
| Italia            | 6         |
| Nuova Zelanda     | 6         |
| Spagna            | 3         |
| Stati Uniti       | 1         |
| Sudafrica         | 2         |
| Svizzera          | 2         |

### Classifiche di fine decennio
| Classifica (1980-89) | Posizione |
| -------------------- | --------- |
| Stati Uniti          | 2         |